# Let The Beat Control Your Body
A Let The Beat Control Your Body című dal a holland 2 Unlimited duó 9. eddig megjelent kislemeze, és a No Limits album 5. és egyben utolsó kimásolt kislemeze.

## Előzmények
A dal számos európai országban slágerlistás helyezést ért el, úgy mint Spanyolország, Belgium és az Egyesült Királyság.
Az album verzió többnyire egy hangszeres változat volt, és csak néhány mondat eredéig hallható Ray és Anita éneke. A single verzióban azonban mind Anita mind Ray éneke teljességgel hallható a dalban.
A dal címét Franciaországban Let Bass Control Your Body-ra változtatták, mert a "Beat" szó nagyon hasonlít a francia szlengben a péniszhez.

## Megjelenések
CD Maxi  Németország ZYX Music – ZYX 7187-8
- 1 Let The Beat Control Your Body (Airplay Edit) 3:38 Arranged By [Vocal] – Peter Bauwens, Engineer [Mix] – Phil Wilde
- 2 Let The Beat Control Your Body (X-Out In Trance Remix) 5:11

Engineer [Mix] – Peter Bulkens, Remix – Andy Janssens, Remix, Producer [Additional] – X-Out

- 3 Let The Beat Control Your Body (Extended) 5:58

Arranged By [Vocal] – Peter Bauwens, Engineer [Mix] – Phil Wilde
- 4 Let The Beat Control Your Body (X-Out In Rio) 5:06

Engineer [Mix] – Peter Bulkens, Remix – Andy Janssens, Remix, Producer [Additional] – X-Out

- 5 Get Ready For No Limits (Murphy's Megamix Part 2) 5:03

## Slágerlista
| Slágerlista(1994)                            | Legjobb helyezés |
| -------------------------------------------- | ---------------- |
| Australia (ARIA)                             | 39               |
| Austria (Ö3 Austria Top 40)                  | 11               |
| Belgium (Ultratop 50 Flanders)               | 4                |
| Finland (Suomen virallinen lista)            | 3                |
| French SNEP Singles Chart                    | 10               |
| Germany (Media Control Charts)               | 8                |
| Ireland (IRMA)                               | 6                |
| MTV Europe                                   | 3                |
| Netherlands (Dutch Top 40)                   | 2                |
| New Zealand RIANZ Singles Chart              | 29               |
| Spain (AFYVE)                                | 10               |
| Sweden (Sverigetopplistan)                   | 11               |
| Switzerland (Schweizer Hitparade)            | 11               |
| United Kingdom (The Official Charts Company) | 6                |

| Slágerlista(1994) | Helyezés |
| ----------------- | -------- |
| Dutch Top 40      | 39       |